# Emile Calonne
Emile Désiré Calonne (Roucourt, 20 oktober 1864 – Péruwelz, 28 februari 1938) was een Belgisch senator.

## Levensloop
Calonne behaalde het diploma van regent Frans en lichamelijke opvoeding en onderwees tussen 1884 en 1886 literaire vakken in verschillende middelbare privé scholen in Brussel. In 1886 werd hij uitgeloot om militaire dienstplicht te vervullen, waarna hij besliste om in het Belgisch leger te blijven en een opleiding  volgde aan de Koninklijke Militaire School. In 1889 werd hij luitenant bij het Twaalfde Linieregiment in Verviers en in 1891 werd Calonne als onderluitenant van de infanterie gestationeerd bij het 3e Linieregiment in Oostende. In 1904 werd hij dan kapitein bij het Tweede Linieregiment, tot hij in 1910 een blessure opliep en een jaar later op pensioen werd gesteld.
Als officier in het Belgisch leger mengde Calonne zich in het debat over de reorganisatie van het leger. Tussen 1895 en 1913 publiceerde hij vier essays over het onderwerp, waarin hij pleitte voor de democratisering van de militaire dienstplicht en een vermindering van de militaire diensttijd naar zes maanden. Ook verdedigde hij het principe van een gewapende natie, hetgeen hij verkoos boven het idee van een dienstplicht, dat in zijn ogen te veel op het Pruisische militarisme was gestoeld. Zijn werken dienden als basis voor verschillende parlementaire tussenkomsten van het socialistische parlementslid Antoine Delporte, die gespecialiseerd was in militaire thema's en zich afzette tegen het militarisme. Calonne zelf was ook een aanhanger van het socialisme, al vond hij dat de partij te weinig oog had voor militaire thema's. Calonne was van mening dat de socialisten een militaire organisatie moesten opzetten om voorbereid te zijn op een revolutie van de arbeiders. Hij ging met die stelling in tegen het reformistische partijprogramma van de Belgische Werkliedenpartij (BWP-POB), maar bleef fundamenteel gehecht aan deze partij, waartoe hij in 1919 officieel toetrad.
Na de Duitse inval in België tijdens de Eerste Wereldoorlog gaf hij zich in 1914 als oorlogsvrijwilliger op om mee te strijden aan de zijde van het Belgische leger. Eerst was hij verbonden aan het opleidingscentrum voor gerekruteerden in het Noord-Franse Bourbourg en van 1917 tot 1918 streed hij aan de IJzer aan het front. In 1919 werd Calonne gepromoveerd tot kapitein-commandant en op 10 juli dat jaar werd hij gedemobiliseerd, waarna hij terugkeerde naar zijn woonplaats Péruwelz.
Calonne werd vervolgens een van de boegbeelden van de POB-afdeling van Péruwelz. In 1921 werd hij verkozen tot gemeenteraadslid van de gemeente en werd hij meteen benoemd tot schepen van Openbaar Onderwijs, een functie waarin hij Péruwelz in 1924 een openbare bibliotheek bezorgde. Door zijn sterke persoonlijkheid kwam hij in regelmatig in conflict met de liberale burgemeester Julicien Cornez, waardoor hij besliste om in 1926 de gemeentepolitiek te verlaten. In Péruwelz stichtte Calonne in 1921 eveneens een afdeling van de socialistische mutualiteit L'Avenir en in 1927 de vrijzinnige vereniging La Conscience.
In 1921 werd hij bovendien verkozen tot socialistisch senator voor het arrondissement Doornik-Aat en oefende dit mandaat uit tot in 1936. In de Senaat was hij als voormalig officier lid van de commissie Landsverdediging en hield hij zich voornamelijk bezig met defensiethema's, zoals de reorganisatie van de contingenten, het taalgebruik in het leger, de rekrutering van officieren, het legerbudget en de verkorting van de militaire diensttijd. In 1935 diende hij een wetsvoorstel in om het in 1920 gesloten militair akkoord tussen België en Frankrijk op te schorten en een algemene dienstplicht van negen maanden in te voeren. Vanwege gezondheidsproblemen was hij bij de verkiezingen van 1936 geen kandidaat meer. In november 1937 werd Calonne echter opnieuw gemeenteraadslid van Péruwelz, ditmaal tot aan zijn overlijden in februari 1938.

## Publicaties
- Les milices belges, Péruwelz, 1901
- Mobilisation de l'armée socialiste, Péruwelz, 1912
- Six mois de service et le projet militaire, Péruwelz, 1913
- Trois projets à déposer au parlement: dénonciation de l'accord militaire franco-belge - service généralisé de 9 mois - création de commissions agraires, Péruwelz, 1935